# Claude Migeon
Pour les articles homonymes, voir Migeon.
Claude Jean Migeon (1923 – 4 mars 2018) est un pédiatre endocrinologue français ayant majoritairement travaillé à l'Hôpital Johns-Hopkins.

## Biographie
Claude Migeon est le fils de André Migeon, imprimeur, et de Pauline Descamps. Il sort diplômé en médecine de l'université de Paris en 1950.

## Travaux
Les travaux de Claude Migeon ont porté sur l'application des stéroïdes anabolisants sur les enfants.